# Gaius Flaminius
Gaius Flaminius (* zwischen 280 v. Chr. und 275 v. Chr.; † 24. Juni 217 v. Chr. am Trasimenischen See) war ein römischer Staatsmann aus der plebejischen gens Flaminia und galt als führender Vorkämpfer der Plebejer innerhalb der Nobilität. In diesem Sinn wirkte er bereits 232 v. Chr. als Volkstribun. 227 v. Chr. war er als Prätor der erste römische Statthalter der Provinz Sicilia. In seinem ersten Konsulat 223 v. Chr. besiegte er die keltischen Insubrer. Nach seiner Zensur 220 v. Chr. fiel er 217 v. Chr. in der Anfangsphase des Zweiten Punischen Krieges in der Schlacht am Trasimenischen See. Die senatorische römische Geschichtsschreibung stellte seine Gestalt verzerrt äußerst ungünstig dar. Er sei ein volksfreundlicher Demagoge gewesen, der häufig gegen den Willen des Senats gehandelt und aufgrund persönlicher Charakterfehler wie übermäßigem Ehrgeiz sowie wegen Götterfrevels Schlacht und Leben gegen Hannibal verloren habe. So erscheint er als Antiheld und negatives Gegenstück zum nach seinem Tod zum Diktator ernannten frommen und senatstreuen Quintus Fabius Maximus Verrucosus.

## Abstammung und frühe Laufbahn
Gaius Flaminius gehörte zwar zu den politischen Aufsteigern (homo novus), doch war sein Großvater Lucius Flaminius den Fasti Capitolini bekannt (im Gegensatz  zu demjenigen des bekannten Zensors Cato), und zumindest sein gleichnamiger Vater Gaius Flaminius war bereits politisch aktiv.
Das erste historisch fassbare Amt von Gaius Flaminius ist sein Volkstribunat, das er im Jahr 232 v. Chr. ausübte. In dieser Funktion setzte er mit einem Ackergesetz bedeutsame Akzente zugunsten des römischen Volks und gewann dadurch bei diesem hohe Achtung. Die Römer hatten im 3. Jahrhundert v. Chr. sukzessive in Norditalien den Kelten große Territorien abgenommen und u. a. den Stamm der Senonen unterworfen. Als Volkstribun erreichte Flaminius mit dem nach ihm benannten Gesetz lex Flaminia de agro Gallico et Piceno viritim dividundo (auch lex agraria „Ackergesetz“), dass ein Teil des etwa 50 Jahre zuvor annektierten Gebietes der Senonen, der sog. ager Gallicus südlich von Ariminum (dem heutigen Rimini), an landlose römische Kolonisten verteilt wurde. Mit dieser Zuweisung fruchtbaren und auch strategisch wichtigen Landes knüpfte Flaminius an die expansive römische Siedlungspolitik in Norditalien an, hatte aber angeblich bei der Realisierung seines Gesetzesvorhabens mit erbittertem Widerstand der Nobilität zu kämpfen. Polybios kritisiert Flaminius’ Maßnahme heftig als den Beginn des Wandels des römischen Volkes zum Schlechteren und als wesentliche Ursache des 225 v. Chr. ausgebrochenen, sehr riskanten Krieges gegen die in der Poebene siedelnden Kelten, die sich von Rom immer mehr bedrängt fühlten. Damit macht diese auf Fabius Pictor zurückgehende Auffassung Flaminius zum vermeintlichen Initiator der Wiedererweckung einer alten, die Existenz Roms bedrohenden Gefahr.
Flaminius stieß vielleicht auch deshalb auf so großen innenpolitischen Widerstand, weil er durch seine Ackerverteilung eine große Gefolgschaft und damit an Macht gewann. Sogar sein Vater soll sich ihm entgegengestellt und ihn aufgrund seiner väterlichen Gewalt (patria potestas) an der Abhaltung einer Volksversammlung gehindert haben, damit das entsprechende Gesetz nicht verabschiedet werden konnte. In rhetorischer und juristischer Hinsicht wurde erörtert, ob die zwar private, aber bis zu einem gewissen Grad auch im öffentlichen Raum wirksame väterliche Gewalt oder die Amtsgewalt des Volkstribunen (tribunicia potestas) Vorrang habe.
227 v. Chr. stand der Provinz Sicilia erstmals ein Prätor vor, wobei Flaminius dieses Amt erhielt. Er war damit der erste römische Statthalter Siziliens und verwaltete die Insel so zufriedenstellend, dass ihm zu Ehren 196 v. Chr. eine beträchtliche Menge sizilischen Getreides an seinen gleichnamigen Sohn geliefert wurde, der als kurulischer Ädil diese Nahrungsmittelsendung günstig an das Volk verteilen ließ.

## Erstes Konsulat
Zum ersten Mal wurde Flaminius 223 v. Chr. zum Konsul gewählt und hatte in diesem Amt das Übergewicht gegenüber seinem Kollegen Publius Furius Philus. Beide Konsuln sollten den ins dritte Kriegsjahr gehenden Kampf gegen die norditalienischen Kelten fortführen und sich dabei auf den Kampf gegen die Insubrer konzentrieren. Obwohl der Feldzug sich im Rahmen der bisherigen römischen Außenpolitik bewegte und durchaus erfolgreich verlief, wurde Flaminius von der ihm feindlich gesinnten Geschichtsschreibung als Gegner des Senats, Verächter religiöser Pflichten und unfähiger Feldherr dargestellt. Der diesbezügliche Bericht des Livius ist zwar verloren, aber teilweise durch Hinweise in seinen erhaltenen Büchern sowie durch spätere Exzerpte rekonstruierbar. Demnach sei die Wahl der obersten Staatsbeamten aufgrund ungünstiger Vorzeichen für ungültig erklärt und den Konsuln vom Senat ein Brief nachgeschickt worden, der sie nach Rom zurückrief. Dieses Schriftstück habe Flaminius aber erst nach einer siegreichen Schlacht gelesen und dann seinen Erfolg zum Anlass für die Behauptung genommen, dass dadurch die religiösen Einwände entkräftet seien. Anschließend habe er den Krieg weitergeführt.
Genauere Informationen über den Verlauf von Flaminius’ Feldzug bietet der Bericht des Polybios. Der griechische Historiker interessiert sich vor allem für die militärischen Details und erzählt daher nichts über die von Livius erwähnten politischen und religiösen Hintergründe. Seine Darstellung beruht auf dem Geschichtswerk von Fabius Pictor, der als untergeordneter Offizier 225 v. Chr. am Keltenkrieg teilgenommen hatte. Polybios zufolge überschritten Flaminius und sein Amtskollege Furius nahe dem Zusammenfluss von Adda und Po die Grenze zum Reich der Insubrer, konnten sich aber nicht lange behaupten und zogen sich nach Vereinbarung eines Waffenstillstands ins Gebiet der verbündeten Cenomanen zurück. Nachdem dieses keltische Volk den Römern Hilfstruppen mit auf den Weg gegeben hatte, fielen die Konsuln erneut ins Gebiet der Insubrer ein und verwüsteten deren Land. Die Häuptlinge der Insubrer zogen nun alle verfügbaren Streitkräfte zusammen und forderten mit ihrer Übermacht die Römer zur Schlacht heraus. Diese trauten den Cenomanen nicht und schickten daher ihre Bundesgenossen fort. Dann machten sie sich zum unvermeidlichen Kampf bereit, wobei sie einen unpassierbaren Fluss im Rücken hatten.
Polybios erhebt den Vorwurf, dass Flaminius seine Truppen schlecht für die Schlacht positioniert habe, denn die Römer seien viel zu nahe am Fluss aufgestellt gewesen und hätten dadurch ihr Manöver eines langsamen taktischen Rückzugs nicht ausführen können. Die Militärtribunen hingegen hätten den Soldaten eine neue Taktik zur Bekämpfung der Kelten beigebracht. Diese bestand darin, dass zunächst die vordersten Reihen der Römer als zusätzliche Waffe die Wurfspeere der hinter ihnen positionierten Soldaten (Triarii) erhielten. Sie näherten sich dann im Schutz des Lanzenhagels ihren Feinden, reduzierten so die Wirkkraft der keltischen Hiebschwerter und stachen ihrerseits mit den eigenen Schwertern auf die Gegner ein. Schließlich errangen die Römer einen entscheidenden Sieg und machten große Beute. Nach den unwahrscheinlichen Ausführungen von Polybios hatte sich also der Konsul als unfähig erwiesen, woraufhin die ihm untergebenen Militärtribunen entgegen seiner Absicht das Schlachtgeschehen bestimmt und durch ihre klugen Anordnungen die Situation gerettet hätten.
Der Senat wollte Flaminius angeblich nach seiner Rückkehr nach Rom wegen seines unbotmäßigen Verhaltens zur Rechenschaft ziehen und gestattete ihm nicht die Abhaltung eines Triumphs über die Insubrer, den er aber unter dem Zuspruch des Volkes dennoch feierte.

## Weitere Karriere bis zum zweiten Konsulat
Flaminius wurde wohl 221 v. Chr. Magister equitum des Diktators Quintus Fabius Maximus Verrucosus. Die beiden politisch miteinander verfeindeten Männer mussten aber sofort nach ihrer Ernennung wegen sakraler Bedenken zurücktreten, da angeblich bei ihrer Wahl das Piepsen einer Maus vernommen wurde.
220 v. Chr. übte Flaminius gemeinsam mit dem Konsul von 225 v. Chr., Lucius Aemilius Papus, die einflussreiche Funktion eines Zensors aus. Allerdings ist über diese wohl sehr bedeutende Amtstätigkeit des Flaminius aufgrund der äußerst unzulänglichen Überlieferung wenig bekannt. Die Zensoren entfalteten über die Vergabe öffentlicher Aufträge eine rege Bautätigkeit. Flaminius ließ dabei zwei wichtige, seinen Namen tragende Bauwerke errichten: Erstens den Circus Flaminius auf dem Marsfeld in Rom und zweitens die Rom mit Ariminum verbindende Via Flaminia. Durch den Bau dieser Straße eröffnete Flaminius den römischen Truppen eine Vormarschroute nach Norditalien. Er konnte ferner durch Führung der Liste der Senatoren die Zusammensetzung der politischen Elite beeinflussen, ordnete vielleicht eine Reform der Centurienverfassung an und begrenzte jedenfalls die Einschreibung der Freigelassenen auf die vier städtischen Stimmbezirke. Außerdem veranlasste er mit seinem Amtskollegen das Gesetz eines Metilius über das Glätten der Toga durch die Walker.
Von Flaminius’ weiterem Wirken in den nächsten beiden Jahren ist nur bekannt, dass er 218 v. Chr., dem ersten Jahr des Krieges gegen Hannibal, als einziger Senator für die vom Volkstribunen Quintus Claudius beantragte lex Claudia de nave senatorum eintrat. Aufgrund dieses Gesetzes durften Senatoren keine Schiffe von einer derartigen Größe besitzen, dass sie damit kommerziellen Seehandel betreiben konnten. Durch die Unterstützung der lex Claudia habe Flaminius sich laut der Überlieferung mit der politischen Führungsschicht weiter verfeindet, aber dafür beim Volk noch beliebter gemacht, so dass er erneut, diesmal 217 v. Chr., das Konsulat antreten konnte.

## Zweites Konsulat und Tod
Ende 218 v. Chr. hatte der mit den norditalienischen Kelten verbündete Hannibal bereits zwei bedeutende Siege über die Römer in den Schlachten am Ticinus und an der Trebia feiern können. Die Römer veranstalteten deshalb umfangreiche Rüstungen und schickten zur Sicherung ihrer Außenposten u. a. Heere nach Sardinien und Sizilien. Entgegen der späteren Tradition wurde Flaminius offenbar durchaus als fähiger Feldherr betrachtet, dessen erneute Wahl zum Konsul wohl nicht zuletzt aufgrund seiner Erfolge und Erfahrungen im vorangegangenen Keltenkrieg erfolgte.
Über den Amtsantritt und das Vorgehen von Flaminius und seinem Mitkonsul Gnaeus Servilius Geminus gegen Hannibal berichtet Polybios wiederum vor allem aus der militärischen, Livius hingegen mehr aus der sakral-politischen Perspektive. Polybios erzählt, dass beide Konsuln gemeinsam Aushebungen für ihre Legionen vornahmen und bundesgenössische Kontingente zusammenzogen, wobei sie u. a. von König Hieron II. von Syrakus 1000 Peltasten und 500 Kreter erhielten. Bei Frühlingsbeginn brach Flaminius mit seinen Truppen auf, marschierte durch Etrurien und bezog seine Stellung bei Arretium (heute Arezzo). Servilius stationierte sein Heer in Ariminum. Von diesen beiden Standorten aus erwarteten die Konsuln den Angriff der Punier.
Laut Livius befürchtete Flaminius, dass er aufgrund seines schlechten Verhältnisses zu vielen Nobiles bei einem Antritt seines Konsulats in Rom durch allerlei Scheingründe, etwa erfundene ungünstige Prodigien, in der Hauptstadt festgehalten würde, hatte ihm der Senat doch schon sein erstes Konsulat absprechen wollen. Daher sei er vor seiner an den Iden des März beginnenden Funktionsperiode heimlich nach Ariminum abgereist, wohin er die ihm zugeteilten Truppen bestellt hatte, um dort ungestört sein Amt übernehmen zu können. Die Senatoren wären deshalb sehr verärgert gewesen und hätten Flaminius vorgeworfen, die mit dem Konsulatsantritt verbundenen heiligen Riten zu vernachlässigen und damit die Götter zu verachten. Flaminius aber habe trotz einer ihn zur Umkehr auffordernden Gesandtschaft auf seinem Plan bestanden. Nun sollen sich mehrere für ihn unheilvolle Omina ereignet haben, zuerst am Tag seines Amtsantritts, als sich das bereits verwundete Opferkalb losgerissen und viele dem Opfer beiwohnende Personen mit Blut bespritzt hätte. Von Ariminum sei Flaminius dann mit seiner Armee nach Arretium weitergezogen. Servilius hingegen habe sein Konsulat regulär in Rom angetreten und religiöse Maßnahmen zur Versöhnung der Götter geleitet, um den Frevel des Flaminius zu sühnen.
Die Aufgabe der Konsuln bestand darin, das eigentliche Italien vor einem Einfall Hannibals zu schützen. Von Ariminum aus blockierte Servilius seinem Gegner den leichten Zugang zum Norden der Apenninen, während Flaminius von Arretium aus den Zutritt nach Etrurien deckte. Die Konsuln standen einander außerdem so nahe, dass sich der eine im Bedarfsfall in wenigen Tagen mit dem anderen vereinen konnte. Der große punische Feldherr nahm aber einen für die Römer überraschenden Weg. Auf einer nicht genau bekannten Route marschierte er wohl von Bononia (heute Bologna) aus über die Apenninen und durch ein Sumpfgebiet des Arno nach Faesulae (heute Fiesole). Daher stand er nun von den beiden Konsuln Flaminius näher.
Hannibal informierte sich über den Charakter und die Parteistellung von Flaminius und richtete dementsprechend sein weiteres Vorgehen ein. Polybios beschreibt in diesem Zusammenhang den Konsul sehr negativ, wobei seine Beurteilung von Flaminius auf derjenigen von dessen politischen Gegnern beruht. Demnach habe der punische Feldherr erfahren, dass Flaminius ein begabter Demagoge mit allzu viel Selbstvertrauen, aber kein fähiger Leiter ernster militärischer Unternehmungen sei. Jedenfalls wählte Hannibal nun die Taktik, plündernd und die fruchtbare Landschaft Etruriens versengend unweit von Flaminius und dessen Heer vorbeizuziehen, um den Konsul zu einer unbesonnenen Verfolgung zu reizen. Tatsächlich wollte Flaminius diesen Verwüstungen nicht lange zuschauen und beschloss, angeblich entgegen dem Rat seiner Offiziere, nicht auf eine Vereinigung mit dem Heer des Servilius zu warten, sondern gleich mit seinen Truppen loszuziehen und den Feind zum Kampf zu stellen.
Das so beschriebene Verhalten des Flaminius erscheint in der Überlieferung völlig konträr zu demjenigen von Quintus Fabius Maximus Verrucosus, der nach Flaminius’ Tod als Diktator den Kampf gegen die Karthager zu leiten hatte und sich in der gleichen Lage, nämlich die Verheerungen Hannibals vor Augen, nicht zu einer unbedachten Schlacht hinreißen ließ. Livius betont auch den wohl schon seit Fabius Pictor fest in der Tradition verankerten Gegensatz von Fabius Maximus Verrucosus und Flaminius in Bezug auf deren Einstellung zur Staatsreligion; Polybios hingegen ignorierte diesen Aspekt. Während der Diktator getreulich alte religiöse Bräuche befolgte, soll sich Flaminius darum überhaupt nicht gekümmert haben. Dies wird auch bei zwei weiteren von Livius erzählten ungünstigen Prodigien deutlich, die Flaminius nicht weiter beachtete. Als er sich beim Abmarsch aus Arretium auf sein Pferd schwang, sei das Tier unter ihm zusammengebrochen. Dann habe er befohlen, ein Feldzeichen auszugraben, weil es sich nicht aus der Erde ziehen ließ. Von diesen warnenden, sein Scheitern vorherweisenden Omina nicht erschreckt, sei er zum Kampf gegen Hannibal aufgebrochen.
Bei der Verfolgung Hannibals geriet Flaminius in einen Hinterhalt, anscheinend vor allem deshalb, weil er es an der nötigen Aufklärung über die Bewegungen seines Gegners fehlen ließ. Am frühen Morgen des 24. Juni 217 v. Chr. zog er mit seinen Truppen in langgestreckter Kolonne am Nordufer des Trasimenischen Sees entlang, da die bis nahe an das Gewässer reichenden Berge nicht viel Platz zum Marschieren ließen. Aufgrund dichten Nebels war die Sicht außerdem sehr eingeschränkt. Hannibal hatte aber heimlich die den Uferweg beherrschenden Hügel von seinen Truppen besetzen lassen, wartete, bis alle römischen Soldaten diese Strecke eingeschlagen hatten und ließ sie dann auf der ganzen Länge angreifen. Die überraschten Römer konnten keine Schlachtordnung formieren und wurden größtenteils aufgerieben; nur 6000 Mann an der Spitze schafften den Durchbruch durch die feindlichen Linien, wurden aber später gefangen genommen. In der Beschreibung dieser kriegerischen Auseinandersetzung sind noch Reste eines älteren positiveren Bildes von Flaminius erkennbar, wenn etwa erwähnt wird, dass der Konsul die Fassung bewahrt, die Schlachtreihen wiederherzustellen versucht und seine Soldaten tapfer zum Kampf angefeuert habe. Flaminius wurde laut Livius von der Lanze eines insubrischen Reiters namens Ducarius getötet, der angeblich Rache für die im früheren Keltenkrieg des Konsuls gefallenen Stammesgenossen nehmen wollte. Hannibal beabsichtigte, den Leichnam des Konsuls ehrenvoll beisetzen zu lassen, suchte ihn aber vergeblich.

## Beurteilung

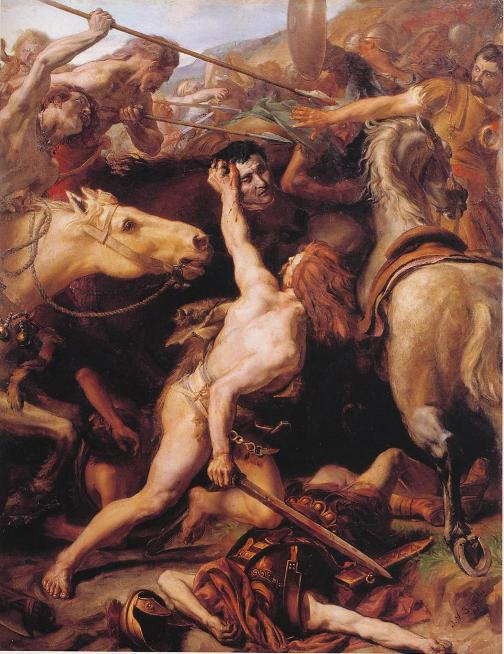
Joseph-Noël Sylvestres Darstellung vom Tod des Flaminius auf dem Schlachtfeld (1882)

Die katastrophale Niederlage von Flaminius gegen die Karthager hat sein Bild in der Überlieferung stark verzerrt. Tatsächlich war er in der Zeit vor dem Zweiten Punischen Krieg nicht nur militärisch und politisch erfolgreich, er konnte sich offenbar auf breite Unterstützung nicht nur von Seiten des Volks, sondern auch von Teilen der Nobilität verlassen – anders wäre seine steile Karriere, die ihn zu höchsten Ämtern wie der Zensur und einem zweiten Konsulat führte, nicht erklärbar. Erst der Misserfolg seines offensiven Vorgehens gegen Hannibal führte dazu, ihn bequem zum Sündenbock abzustempeln. Die Motivation dafür lag nicht nur im Hass vor allem der patrizischen Nobilität auf Flaminius, sondern auch in deren allgemeinem anfänglichen Versagen, Hannibal effektiv bekämpfen zu können, was das Vertrauen in ihre Führungsqualitäten erschütterte. Indem man Flaminius die Hauptschuld an der für Rom existenzbedrohenden Kriegsentwicklung anlastete und seine Niederlage neben Charakterschwächen insbesondere mit seiner angeblichen Verachtung der Götter begründete, konnten die Senatoren die Verantwortung auf ihn abwälzen. Alle wesentlichen negativen Züge des Geschichtsbilds von Flaminius gehen wahrscheinlich auf Fabius Pictor zurück. Da der Senat jahrhundertelang die historische Überlieferung dominierte, erhielt sich diese Sichtweise auch für die Nachwelt.